# 波纹隙蛛
波纹隙蛛（学名：Coelotes dicranatus）为暗蛛科隙蛛属的动物。在中国大陆，分布于江苏、北京等地。该物种的模式产地在江苏、北京八达岭。